# ذا هانوي هيلتون
ذا هانوي هيلتون (بالإنجليزية: The Hanoi Hilton)‏، هي فيلم أمريكي من نوع دراما، عرضت في صالات السينما الأمريكية عام 1987، وهي من إنتاج كانون ڠروب، وهي من بطولة مايكل موريارتي وكين رايت وبول لو مات وآكي آليون